# Leichtathletik-Weltmeisterschaften 2023/Teilnehmer (Schweden)
| Goldmedaillen | Silbermedaillen | Bronzemedaillen |
| ------------- | --------------- | --------------- |
| 2             | 1               | -               |

Der schwedische Leichtathletikverband nominierte 32 Athletinnen und Athleten für die Leichtathletik-Weltmeisterschaften 2023 in Budapest.

## Medaillengewinner
| Medaille | Athletin          | Disziplin      |
| -------- | ----------------- | -------------- |
| Gold     | Daniel Ståhl      | Diskuswurf     |
| Gold     | Armand Duplantis  | Stabhochsprung |
| Silber   | Perseus Karlström | 20 km Gehen    |

## Ergebnisse

### Männer

#### Laufdisziplinen
| Athlet            | Disziplin        | Vorlauf        | Vorlauf | Halbfinale     | Halbfinale | Finale       | Finale |
| Athlet            | Disziplin        | Zeit           | Platz   | Zeit           | Platz      | Zeit         | Platz  |
| ----------------- | ---------------- | -------------- | ------- | -------------- | ---------- | ------------ | ------ |
| Henrik Larsson    | 100 m            | 10,16 s        | 20      | 10,20 s        | 21         | DNQ          | DNQ    |
| Carl Bengtström   | 400 m            | DQ             | DQ      | –              | –          | –            | –      |
| Andreas Kramer    | 800 m            | 1:45,42 min    | 10      | 1:44,57 min    | 15         | DNQ          | DNQ    |
| Emil Danielsson   | 1500 m           | 3:57,70 min    | 58      | 3:34,16 min PB | 12         | DNQ          | DNQ    |
| Emil Danielsson   | 5000 m           | 13:54,35 min   | 36      | DNQ            | DNQ        | –            | –      |
| Andreas Almgren   | 5000 m           | 13:36,57 min   | 20      | DNQ            | DNQ        | –            | –      |
| Joel Bengtsson    | 110 m Hürden     | 13,68 s        | 30      | DNQ            | DNQ        | –            | –      |
| Max Hrelja        | 110 m Hürden     | 13,42 s PB     | 16      | 13,60 s        | 20         | DNQ          | DNQ    |
| Emil Blomberg     | 3000 m Hindernis | 8:42,33 min    | 12      |                |            | DNQ          | DNQ    |
| Vidar Johansson   | 3000 m Hindernis | 8:27,21 min    | 09      |                |            | DNQ          | DNQ    |
| Simon Sundström   | 3000 m Hindernis | 8:20,10 min PB | 07      |                |            | 8:27,68 min  | 15     |
| Perseus Karlström | 20 km Gehen      |                |         |                |            | 1:17:39 h NR | Silber |
| Perseus Karlström | 35 km Gehen      |                |         |                |            | 2:27:03 h    | 08     |

#### Sprung/Wurf
| Athlet           | Disziplin      | Qualifikation | Qualifikation | Finale     | Finale |
| Athlet           | Disziplin      | Weite/Höhe    | Platz         | Weite/Höhe | Platz  |
| ---------------- | -------------- | ------------- | ------------- | ---------- | ------ |
| Armand Duplantis | Stabhochsprung | 5,75 m        | 01            | 6,10 m     | Gold   |
| Thobias Montler  | Weitsprung     | 8,03 m        | 11            | 8,00 m     | 06     |
| Simon Pettersson | Diskuswurf     | 62,53 m       | 21            | DNQ        | DNQ    |
| Daniel Ståhl     | Diskuswurf     | 66,25 m       | 01            | 71,46 m CR | Gold   |
| Ragnar Carlsson  | Hammerwurf     | 72,02 m       | 24            | DNQ        | DNQ    |
| Jakob Samuelsson | Speerwurf      | 75,50 m       | 26            | DNQ        | DNQ    |

#### Zehnkampf
| Athlet         | Disziplin | 100 m   | Weitsprung | Kugelstoßen | Hochsprung | 400 m      | 110 m Hürden | Diskuswurf | Stabhochsprung | Speerwurf | 1500 m | Punkte | Platz |
| -------------- | --------- | ------- | ---------- | ----------- | ---------- | ---------- | ------------ | ---------- | -------------- | --------- | ------ | ------ | ----- |
| Marcus Nilsson | Ergebnis  | 11,43 s | 7,00 m SB  | 14,49 m     | 1,93 m     | 51,36 s SB | 15,06 s SB   | 45,04 m    | NM             | DNS       | DNS    | DNF    | DNF   |
| Marcus Nilsson | Punkte    | 677     | 814        | 758         | 740        | 780        | 842          | 768        | NM             | DNS       | DNS    | DNF    | DNF   |

### Frauen

#### Laufdisziplinen
| Athletin         | Disziplin    | Vorlauf        | Vorlauf | Halbfinale | Halbfinale | Finale          | Finale |
| Athletin         | Disziplin    | Zeit           | Platz   | Zeit       | Platz      | Zeit            | Platz  |
| ---------------- | ------------ | -------------- | ------- | ---------- | ---------- | --------------- | ------ |
| Julia Henriksson | 200 m        | 23,55 s        | 06      | DNQ        | DNQ        | –               | –      |
| Hanna Hermansson | 1500 m       | 4:06,42 min SB | 10      | DNQ        | DNQ        | –               | –      |
| Sarah Lahti      | 5000 m       | DNS            | DNS     | –          | –          | –               | –      |
| Sarah Lahti      | 10.000 m     |                |         |            |            | 33:09,22 min SB | 18     |
| Moa Granat       | 400 m Hürden | 56,61 s        | 07      | DNQ        | DNQ        | –               | –      |

#### Sprung/Wurf
| Athletin             | Disziplin      | Qualifikation | Qualifikation | Finale     | Finale |
| Athletin             | Disziplin      | Weite/Höhe    | Platz         | Weite/Höhe | Platz  |
| -------------------- | -------------- | ------------- | ------------- | ---------- | ------ |
| Michaela Meijer      | Stabhochsprung | 4,50 m        | 17            | DNQ        | DNQ    |
| Khaddi Sagnia        | Weitsprung     | 6,35 m        | 28            | DNQ        | DNQ    |
| Tilde Johansson      | Weitsprung     | 5,99 m        | 34            | DNQ        | DNQ    |
| Maja Åskag           | Weitsprung     | 6,47 m        | 20            | DNQ        | DNQ    |
| Maja Åskag           | Dreisprung     | 13,98 m       | 16            | DNQ        | DNQ    |
| Axelina Johansson    | Kugelstoßen    | 18,57 m       | 13            | DNQ        | DNQ    |
| Sara Lennman         | Kugelstoßen    | 18,05 m       | 18            | DNQ        | DNQ    |
| Fanny Roos           | Kugelstoßen    | 18,41 m       | 14            | DNQ        | DNQ    |
| Vanessa Kamga        | Diskuswurf     | 60,02 m SB    | 13            | DNQ        | DNQ    |
| Caisa-Marie Lindfors | Diskuswurf     | 54,54 m       | 31            | DNQ        | DNQ    |
| Grete Ahlberg        | Hammerwurf     | 69,05 m       | 22            | DNQ        | DNQ    |